# Léon Diguet

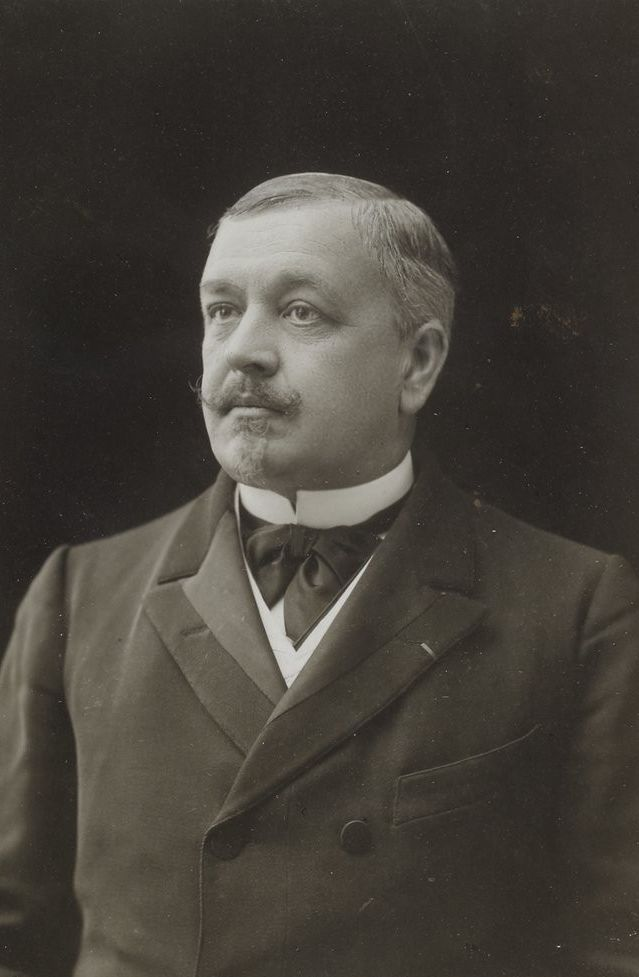
Léon Diguet

Léon Diguet (25 de julio de 1859, Le Havre – 31 de agosto de 1926, París) fue un naturalista francés.
Estudió ciencias en el Museo Nacional de Historia Natural de París, donde recibió influencia de científicos como el biólogo Jean Louis Armand de Quatrefages de Bréau, el zoólogo Alphonse Milne-Edwards o el antropólogo Ernest Hamy .  Entre 1889 y 1892 trabajó como ingeniero químico en la instalación minera de propiedad francesa, El Boleo, en Santa Rosalía, Baja California Sur . Durante ese período, exploró el interior de la península, recolectando especímenes de historia natural para el Museo Nacional de Historia Natural de París. Posteriormente, entre 1893 y 1914, emprendió seis viajes más a México como explorador y coleccionista:
- 1. Un viaje de regreso a Baja California en 1893-1894.
- 2. Jalisco y el territorio de Tepic (viaje en el que realizó investigaciones sobre los pueblos huichol y cora ).
- 3. San Luis Potosí, Colima y norte de Jalisco .
- 4. Puebla, Oaxaca y Tehuantepec .
- 5. Michoacán y el Estado de México .
- 6. Otra expedición a Baja California y Jalisco.

Como naturalista en México, inició una colección ecléctica de insectos, cactus, orquídeas, minerales, crustáceos y otros especímenes. Realizó estudios arqueológicos en la región mixteca - zapoteca y en Ixtlán del Río, así como investigaciones pioneras sobre los entierros y el arte rupestre del centro y sur de Baja California.  También realizó investigaciones históricas de la cochinilla, estudió la lengua huichol, analizó los diferentes tipos de agave e investigó las propiedades de la jojoba . En sus viajes tomó numerosas fotografías del país. Los negativos se conservaron posteriormente en el Museo del Hombre de París. 
Su nombre es llevado por el género de arácnidos Diguetia lleva su nombre,  además de numerosas especies zoológicas y botánicas, siendo dos ejemplos: Sceloporus digueti (sinónimo Sceloporus orcutti, el lagarto espinoso de granito) y Ferocactus diguetii (una especie de cactus de barril ).  
- La abreviatura «Diguet» se emplea para indicar a Léon Diguet como autoridad en la descripción y clasificación científica de los vegetales.[2]

## Lista parcial de publicaciones
- "23 fot. du Mexique (Etats de Jalisco et Sinaloa) en 1892 por Léon Diguet, donante en 1893".
- "Nota sobre la pictografía de la Baja California". L'Anthropologie 6:160-175. 1895.
- "Rapport sur una misión científica en la Baja California". Nuevos Archives des Missions Scientifiques et Littéraires 9:1-53. 1899.
- "La sierra de Nayarit et ses indigénes", 1899.
- "Les cactacées utiles du Mexique", publicado póstumamente por André Guillaumin en 1928.
- "Fotografías del Nayar y de California, 1893-1900". México : Centro de Estudios Mexicanos y Centroamericanos de la Embajada de Francia en México : Instituto Nacional Indigenista, 1991. (Léon Diguet; Jean A Meyer).